# 李继开
李继开（1975年—，出生于四川成都），1999年毕业于四川美术学院油画系，2004年毕业于四川美术学院油画系，获硕士学位。
现居湖北武汉，任教于湖北美术学院动画学院。李继开是中国70后“卡通一代”的艺术家之一，近年来因“冥想男孩”系列作品而备受关注。